# ياسمين عبد المجيد
ياسمين مدحت عبد المجيد (بالإنجليزية: Yassmin Abdel-Magied) هي كاتبة ومهندسة ميكانيكية سودانية-أسترالية، تعمل في المملكة المتحدة منذ عام 2017. وهي معروفة أيضًا في أستراليا بسبب المشاركات الإعلامية فيما يتعلق بالشريعة ويوم أنزاك.

## النشأة
ولدت ياسمين عبد المجيد في الخرطوم بالسودان. انتقلت مع والديها إلى بريزبان في أستراليا عند بلوغها 18 عامًا من العمر في أواخر عام 1992. كان ذلك بعد الانقلاب السوداني عام 1989 الذي أطاح فيه الجيش الإسلامي بالحكومة المنتخبة ديمقراطيا وأصدر قوانين صارمة، مثل مراقبة ملابس النساء وفرض التحدث باللغة العربية وتعليمها في الجامعات. تحمل ياسمين عبد المجيد الجنسية الأسترالية والسودانية.
حصل والدها، مدحت عبد المجيد، على درجة الدكتوراه في الهندسة الكهربائية من كلية لندن الإمبراطورية في لندن وبعد ذلك درس تكنولوجيا المعلومات في أستراليا. والدة ياسمين، فايزة الحجي، كانت مهندسة معمارية مؤهلة في السودان، وحصلت الآن على شهادات دراسات عليا في مختلف التخصصات. لدى ياسمين أخ أصغر منها.

### التعليم
التحقت ياسمين بالمدرسة الابتدائية في الكلية الإسلامية في بريزبان والمدرسة المسيحية المستقلة (كلية جون بول)، حيث لم تكن هناك سياسة ضد ارتداء الحجاب. درست الهندسة الميكانيكية في وقت لاحق في جامعة كوينزلاند.

### نشاطاتها الشبابية
كطالبة في المدرسة الثانوية في عام 2007، أسست عبد المجيد واثنان آخران مجموعة «شباب بلا حدود» في أستراليا. في عام 2007، حصلت على لقب الشاب الأسترالي المسلم لعام 2007. شاركت أيضًا في مجموعات ولجان أخرى، استمرت في منصب رئيس مجموعة شباب بلا حدود حتى عام 2016.

## الحياة المهنية

### الهندسة الميكانيكية
في عام 2011، تخرجت ياسمين بدرجة البكالوريوس في الهندسة الميكانيكية مع مرتبة الشرف الأولى من جامعة كوينزلاند. من عام 2012 حتى عام 2016 عملت في شركات هندسة متعددة الجنسيات في أستراليا.

### عضويات المجلس
بعد حصولها على لقب (كوينزلاند يونغ أستراليان أف ذا يير) لعام (2015)، عينتها وزيرة الشؤون الخارجية الأسترالية جولي بيشوب في مجلس العلاقات الأسترالية العربية. في أواخر عام 2016، أُرسلت إلى العديد من دول الشرق الأوسط، بما في ذلك المملكة العربية السعودية والإمارات العربية المتحدة والأردن ومصر والسودان، للترويج لأستراليا. تركت ياسمين مجلس العلاقات الأسترالية العربية في عام 2017.

### الأنشطة الإعلامية

#### أستراليا
في ديسمبر 2014 شاركت في مبادرة حديث تيد بأربعة عشر دقيقة في بريزبان حيث ألقت كلمةً بعنوان (ماذا يعني غطاء الرأس بالنسبة لي؟،) والتي تم اختيارها كأحد أفضل عشرة أفكار لمبادرة تيد عام 2015.
في عام 2018، قدمت ياسمين ست حلقات لمدة ست دقائق لبرنامج أزياء أغطية الرأس الإسلامية. في أبريل من نفس العام، ظهرت في أول ظهور لها في مسلسل تلفزيوني بعنوان «عائد للوطن في كوينز»، والذي أنتج في مسقط رأسها الأسترالي بريزبان، حول حياة شابتين أثناء تعاملهما مع الحياة بعد مرض كبير.

### الكتابة
في عام 2012 نشرت عددًا من المقالات بالإضافة إلى مذكرات ورواية للشباب البالغين.

## روابط خارجية
- ياسمين عبد المجيد: كاتبة ومذيعة